# Bytové jádro
Bytové jádro je prefabrikovaný celek koupelny a záchodu, používaný při výstavbě panelových domů.
Byl připravován mimo staveniště v továrnách a montován až přímo do nově postavených bytů. Díky tomu se urychlovala výstavba nových panelových domů hojně budovaných za éry socialismu v Československu. Bytová jádra byla používána v letech 1958–1990 a za tuto dobu bylo vystavěno podle odhadů 1,18 milionu bytů s těmito jádry.

## Typy bytových jader
Existují čtyři základní druhy bytových jader – umakartová s polystyrenovou výplní, papírová s voštinami, obě s přídavnými zpevňujícími prvky (dřevěné hranoly nebo prkna ), sádrokartonová (dříve většinou bez výplně) a železobetonová.
Umakartová jádra byla označována písmenem B následovaným číslicí (například B-10, B-63 apod.). Tato jádra se buď montovala až na místě z připravených desek, nebo se dodávala jako jeden kus.
Dalšími typy jader byla například jádra označovaná jako typ H, F, T, E. Lišila se především uspořádáním příček, vany a toalety. Přitom byly některé stěny zděné a některé umakartové.
Železobetonová jádra byla používána méně než umakartová. Jejich výhodou je delší životnost.

## Nevýhody bytových jader
Hlavní nevýhodou je životnost samotného umakartu, ten se postupem času a působením vlhkosti začíná kroutit a prohýbat. Často dochází také ke vzniku plísní. Další nevýhodou je také nízká izolace zvuku. Především z těchto důvodů se v současné době jádra nahrazují zděnou koupelnou s toaletou, přičemž se jedná o rozsáhlejší odborné rekonstrukce.